# 12月22日
12月22日是公历一年中的第356天（闰年第357天），离全年结束还有9天。

## 大事记

### 18世紀以前
- 880年：黄巢叛军占领唐朝东都洛阳。
- 1622年：哥伦比亚重要的商业都市布卡拉曼加建城。

### 18世紀
- 1769年：清朝軍隊和緬甸貢榜王朝軍隊因為戰況拖延而同意簽署臨時和約，結束清緬戰爭。
- 1788年：阮惠宣布自己為光中皇帝，實際上廢除後黎朝。
- 1790年：土耳其要塞伊茲梅爾被亞歷山大·蘇沃洛夫和俄羅斯軍隊襲擊佔領。

### 19世紀
- 1808年：德國作曲家路德維希·范·貝多芬創作的《第五號交響曲》在維也納河畔劇院首次演出。
- 1885年：日本正式建立內閣制度，由伊藤博文出任首任內閣總理大臣，組成第一次伊藤內閣。
- 1888年：在托尔斯港的Loktin（议会）举行的1888年圣诞节集会，被認為是法羅群島獨立運動的正式開始，直至1946年9月14日举行独立公投成功之後宣布独立。
- 1891年：小行星323成為第一顆通過攝影發現的小行星。
- 1894年：屈里弗斯事件在法國爆發，猶太裔法國軍官阿弗列·屈里弗斯被錯誤定為叛國罪。被控出賣法國陸軍情報給德國，聲明自己無罪但是無效，三份專家鑑定認為屈里弗斯的手跡與那張告密紙上的手跡不同，8名法官審判軍法官沒有任何一人具有炮兵專業的知識，因此也無法斷定該信件與屈里弗斯之間的罪證因果關係，證據不足，但因他的兄弟仍保有德國國籍有「通德賣國」嫌疑，法院一致判處他有罪並判處他終身流放到魔鬼島。終於1906年7月12日獲得平反。
- 1900年： 八國聯軍：英、俄、德、美、法、日、義、奧以及西班牙、荷蘭、比利時等十一國公使聯合向奕劻、李鴻章遞交《議和大綱》十二條。主要內容有殺害日本書記生杉山彬之事，中國須用優榮之典以謝日本政府；中國須在各國人民墳墓遭瀆發掘之處建立碣碑；軍火及製造軍火的器材不準運往中國；賠補外國人身家財產損失；並劃定使館區各國駐兵護衞使館；從北京到海邊酌定數處由各國留兵駐守，大沽炮台一律削平；永遠禁止張貼中國軍民仇視各國的外交諭旨；修改通商行船各條約；改革總理衙門和各國公使覲見禮節。

### 20世紀
- 1905年：中國和日本簽署《中日會議東三省事宜條約》。日本外務大臣小村壽太郎與清政府全權大臣慶親王奕劻、外務部尚書瞿鴻禨、直隸總督袁世凱交涉「東三省善後事宜」簽訂條約。
- 1906年：中國新疆發生里氏7.9級地震，造成至少280人死亡。
- 1910年：钦差大臣剑桥大学医学博士伍连德急赴东北控制流行性鼠疫，东三省总督锡良的配合下自如地调动当地的人力物力，并严格地控制交通、隔离病人，甚至破除沿袭数千年的土葬旧习，请下圣旨火葬病死者以阻止疫情传播。鼠疫袭击了东北三省共69个县市，超過60,000余人死亡。
- 1911年：因保路運動四川局勢動盪，四川總督趙爾豐在辛亥革命時被革命黨尹昌衡率兵進攻總督府押至貢院明遠樓斬首。
- 1914年：開始薩利卡米什戰役，是第一次世界大戰期間俄羅斯帝國和鄂圖曼土耳其帝國之間的交戰。其間奧斯曼士兵在戰鬥開始前被大約 25,000 人凍死。
- 1936年：西安事變：在西安張學良、楊虎城去機場迎接宋美齡，並與宋子文、宋美齡舉行會談。兩日後蔣中正被迫接受六項協議，再兩日後蔣中正抵達南京，張學良被扣留。
- 1937年：苏联内务人民委员部人民委员尼古拉·伊万诺维奇·叶若夫发布《内务人民委员部第693号命令》「所有中國人，不論國籍，凡有挑釁行為或恐怖意向者，立即逮捕，不得有誤」，开始在远东地区清洗大量华人。然而，蘇聯多次不合理指控華人例如蘇聯當局指控一名聾啞的華人礦工為間諜。若成為一類犯人即死刑犯，二類犯人被處以處以十年以上集中營勞役，強制遷移送上火車，不上火車被槍斃，老弱病殘則大多在旅途中餓死凍死病死，估計清洗超過200,000華人。
- 1937年：南京大屠殺期間，世界紅卍字會南京分會自當日至1938年10月30日在城內收埋1,793具，城外收埋41,330具，其中女屍75具、孩屍20具。南京大屠殺持續了7週合共300,000人以上遇難。
- 1940年：第二次世界大戰：希馬拉被希臘軍隊佔領。
- 1941年：日本入侵香港，英軍開始失守，在香港淺水灣余園屠殺英軍戰俘，日軍在跑馬地藍塘道進行屠殺超30人。
- 1944年：第二次世界大戰：越南人民軍成立，以抵抗日本對印度支那的佔領。
- 1948年：由沙弗魯丁·普拉維拉內加拉擔任主席的印度尼西亞共和國緊急政府成立，以對抗荷蘭重新實行殖民控制的企圖。
- 1963年：遊輪Lakonia在葡萄牙馬德拉以北290公里處燃燒，造成128人喪生。
- 1968年：《人民日报》文章引述了毛泽东指示：“知识青年到农村去，接受贫下中农的再教育，很有必要。”隨即上山下乡运动大規模開始。
- 1971年：孟加拉人民共和国建立。
- 1971年：國際援助組織無國界醫生由貝爾納·庫希內和一群記者在法國巴黎創立。
- 1972年：中华人民共和国与新西兰建交。
- 1973年：一架皇家航空摩洛哥南方飛機卡拉維爾客機在摩洛哥丹吉爾布哈勒夫機場（現為丹吉爾伊本巴特圖塔機場）附近墜毀，造成106人死亡。
- 1974年：大葛摩島、昂儒昂島與莫愛利島在經過公民投票後，決定共同組成獨立國家葛摩。
- 1974年：英國前首相愛德華·希思的住宅遭到臨時愛爾蘭共和軍成員的襲擊。
- 1978年：中共十一届三中全会在邓小平等主要领导人主导下，决定推行改革开放政策。
- 1981年：英國外交部宣布尤德爵士獲英女王委任為香港總督，接替於1982年任滿的麥理浩爵士。
- 1983年：中国第一台每秒钟运算一亿次以上的银河计算机在长沙研制成功。
- 1983年：中国野生动物保护协会成立。
- 1984年：1984年紐約地鐵槍擊事件（英语：1984 New York City Subway shooting）：電氣工程和核工程學士伯恩哈德·戈茨（Bernhard Goetz）在紐約地鐵列車上射殺4名年輕黑人以圖搶劫，事後逃走。其中一人達雷爾·卡貝（Darrell Cabey）受傷癱瘓並遭受腦損傷。戈茨九天后自首被指控謀殺未遂、襲擊、魯莽危害他人以及多項槍支犯罪。陪審團隨後裁定戈茨犯有一項攜帶無證槍支罪，並宣判他無罪釋放。
- 1984年：昆都士大屠殺（英语：Kunduz massacre）的蘇聯軍隊在蘇阿戰爭期間在昆都士省哈吉·拉赫馬圖拉村犯下的戰爭罪行，被稱為蘇聯對反共抵抗成員及其針對紅軍的軍事行動的平民的報復。事後發現屍體被燒毀，一些婦女被發現躺著並抱著死去的嬰兒，大約250名平民被殺。
- 1984年：冷戰：美國總統羅納德·裡根、副總統喬治·布什和英國柴契爾夫人在戴維營會面談及保守主義、國防、外交政策、工黨與社會主義、恐怖主義等議題。
- 1985年：美國搖滾音樂家D·布恩（英语：D. Boon）在亞利桑那州沙漠10號州際公路上，因無帶安全帶從貨車後門扔出，脖子折斷當場死亡。當年27歲去世導致樂隊Minutemen（英语：Minutemen (band)）立即解散。
- 1989年：罗马尼亚革命爆发，經過數天的血腥對抗，羅馬尼亞共產黨總統尼古拉·齊奧塞斯庫被揚·伊利埃斯庫推翻。其中162人於1989年12月16日至22日期間發生的反西奧塞古的抗議活動中死亡，942人於救國陣線奪取羅馬尼亞政權後發生的戰鬥中死亡。合共造成1,104人死亡。
- 1989年：柏林勃兰登堡门重新开放，民主德国总理汉斯·莫德罗迎接从另一端穿过的联邦德国总理赫尔穆特·科尔。時隔近30年後重新開放，有效結束了東德和西德的分裂。
- 1992年：英屬香港銅鑼灣崇光百貨特賣部發生火警，一批電器用品焚毀，無人受傷。
- 1992年：在接近的黎波里國際機場時，一架利比亞阿拉伯航空公司1103號航班運營的波音727在半空中與利比亞空軍一架米格-23戰鬥機相撞，造成157人死亡。
- 1994年：申根公约生效。是一項申根區包含27個歐洲大陸國家之間的條約協定，其簽約目的是取消相互之間的邊境檢查點，並協調對申根區之外的邊境控制。
- 1996年：航空快車827航班（英语：Airborne Express Flight 827）在弗吉尼亞州納羅斯附近墜毀，機上6人全部遇難。
- 1997年：阿克泰爾大屠殺（英语：Acteal massacre）在墨西哥恰帕斯州阿克泰爾小村莊舉行的羅馬天主教積極分子為土著祈禱會的與會者遭到準軍事部隊的屠殺，其中包括許多兒童和孕婦，造成45人死亡。
- 1997年：索馬里內戰：穆罕默德·法拉赫·艾迪德在埃及開羅簽署《開羅宣言》，放棄了有爭議的索馬里總統頭銜。是自1991年以來索馬里邁向和解的第一個重大步驟。
- 1999年：香港錄得氣象史上最嚴寒的冬至，市區當天氣溫只有6至10攝氏度。
- 1999年：大韓航空貨運8509號班機在伦敦坠毁，导致机上4人死亡。

### 21世紀
- 2001年：理查德·瑞德（英语：Richard Reid）在美國航空63號航班上試圖通過點燃藏在鞋子裡的炸藥來摧毀一架客機。
- 2001年：阿富汗临时政府成立，哈米德·卡尔扎伊宣誓就任临时政府主席。
- 2001年：日本海上保安廳與北韓工作船在奄美大島附近海域爆發軍事衝突。
- 2007年：中国宋朝海上丝绸之路古沉船南海一号在广东省阳江市附近海域整体打捞出水。
- 2008年：美國田納西州羅恩縣田納西河谷管理局燃煤發電廠的固體廢物控制區的灰堤破裂，釋放出420萬立方米的煤粉煤灰漿，為美國歷史上最大規模的工業洩漏事故。
- 2010年：美国总统奥巴马正式签署一项美國國會在1993年通過「禁止公開性傾向的同性戀者在軍中服役」的法令，废除持续了17年的禁止同性恋人士公开服役的“不問，不說”法令。
- 2012年：美國人民民族黨的巴希爾·艾哈邁德·比洛爾和其他八人在基薩卡瓦尼集市附近的達基納爾班迪地區的巴基斯坦塔利班炸彈襲擊者自殺式襲擊中喪生。
- 2016年：一項研究發現rVSV-ZEBOV疫苗針對埃博拉病毒的有效率為70%至100%，從而使其成為第一種經過驗證的針對該疾病的疫苗。
- 2017年：聯合國安理會針對朝鮮的第2397號決議獲得一致通過。
- 2017年：美國唐納德·特朗普總統簽署2017年減稅和就業法案。
- 2018年：印度尼西亞喀拉喀托火山噴發引發的海嘯造成至少430人死亡、近千人受傷。
- 2020年：梅特克爾大屠殺（英语：Metekel Massacre）在埃塞俄比亞梅特克爾地區（英语：Metekel Zone）發生，埃塞俄比亞人權委員會（英语：Ethiopian Human Rights Commission）報告有100人死亡。
- 2022年：烏克蘭遊戲開發商葉若夫·沃洛迪米爾·阿納托利約維奇（英语：Yezhov Volodymyr Anatoliyovych）在巴赫姆特戰役時被殺。俄國富豪弗拉基米爾·布丹諾夫（Vladimir Budanov）被人發現在印度拉雅加達酒店房內猝逝，兩日後帕維爾·安托夫（英语：Pavel Antov）則是同家酒店3樓墜落身亡，聖彼得堡海軍部造船廠總經理亞歷山大·布扎科夫（Alexander Buzakov）突然死亡，俄羅斯入侵烏克蘭後俄國富豪陸續出現離奇死亡事件。

## 出生
- 250年：戴克里先，羅馬帝國皇帝（312年逝世）
- 1178年：安德天皇，日本第81代天皇（1185年逝世）
- 1300年：元明宗和世琜，元朝皇帝（1329年逝世）
- 1546年：黑田孝高，日本戰國安土桃山時代武將（1604年逝世）
- 1639年：让·拉辛，法國劇作家（1699年逝世）
- 1696年：詹姆士·奧格爾索普，英國陸軍上將（1785年逝世）
- 1723年：卡爾·弗里德里希·阿貝爾，德國作曲家、維奧爾琴演奏家（1787年逝世）
- 1821年：德大寺公純，日本江戶時代、明治時代公卿（1883年逝世）
- 1823年：，法國昆蟲學家（1915年逝世）
- 1856年：弗蘭克·B·凱洛格，美國第45任美國國务卿，1929年諾貝爾和平獎得主（1937年逝世）
- 1858年：贾科莫·普契尼，意大利歌劇作曲家（1924年逝世）
- 1859年：奧托·赫爾德，德國數學家（1937年逝世）
- 1862年：何東，香港企業家、慈善家（1956年逝世）
- 1867年：菲利波·托馬索·馬里内蒂，義大利詩人、作家，未來主義運動推手（1944年逝世）
- 1869年：班布里奇·科爾比，美國律師、政治人物，曾任美國國務卿（1950年逝世）
- 1872年：卡米爾·介蘭，法國獸醫、細菌學家、免疫學家，卡介苗發明者（1961年逝世）
- 1874年：弗朗兹·施密特，奧地利作曲家、鋼琴家、大提琴家（1939年逝世）
- 1883年：埃德加·瓦雷兹，法裔美國作曲家（1965年逝世）
- 1887年：斯里尼瓦瑟·拉馬努金，印度数學家（1920年逝世）
- 1890年：約瑟夫·霍普曼，德國天文學家（1975年逝世）
- 1891年：安倍明義，日本教育家（1982年逝世）
- 1899年：纪育沣，中国化学家（1982年逝世）
- 1903年：霍爾登·凱弗·哈特蘭，美國生理學家，1967年諾貝爾生理學或醫學獎得主（1983年逝世）
- 1905年：肯尼斯·雷克斯雷斯，美國詩人、翻譯、評論家（1982年逝世）
- 1910年：夏承楹，台灣作家（2002年逝世）
- 1912年：小瓢蟲·詹森，美國第36任總統林登·詹森夫人（2007年逝世）
- 1914年：房道龍，成龍的父親（2008年逝世）
- 1915年：芭芭拉·比林斯利，美國女演員（2010年逝世）
- 1920年：羅賓·道爾頓，澳大利亞文學經紀人、電影製片人、回憶錄作家（2022年逝世）
- 1926年：阿爾西德斯·吉賈，烏拉圭職業足球運動員（2015年逝世）
- 1930年：薩爾瓦托雷·瓊塔，義大利男子水球運動員（2025年逝世）
- 1941年：斯坦利·惠廷厄姆，英國化學家，2019年諾貝爾化學獎得主
- 1942年：邁克爾·斯賓德勒，德國企業家，前任蘋果公司執行長（2016年逝世）
- 1943年：保罗·沃爾福威茨，前世界銀行行長、前美國國防部副部長
- 1944年：史提夫·卡爾頓，美國職棒大聯盟投手
- 1945年：黛安·索耶，美國電視新聞記者
- 1948年：甄文達，美國華裔厨師、烹饪電視節目主持人
- 1948年：王刚，中国大陆主持人、男演员、收藏家。
- 1949年：莫里斯·吉布，英國樂團比吉斯合唱團成員（2003年逝世）
- 1949年：羅賓·吉布，英國樂團比吉斯合唱團成員（2012年逝世）
- 1951年：傑拉爾德·格羅夫納，英國貴族，第六代西敏公爵，英國最富有的地產商、全國最大地主之一（2016年逝世）
- 1952年：米爾恰·格拉博夫斯基，羅馬尼亞男子手球運動員（2024年逝世）
- 1955年：托馬斯·聚德霍夫，德國生物化學家
- 1956年：呂良偉，香港男演員
- 1957年：蔡琴，台灣女歌手
- 1959年：蘇斯達，德國足球領隊
- 1959年：伯恩德·舒斯特爾，德國前職業足球運動員、教練
- 1960年：尚·米榭·巴斯奇亞，美國塗鴉、表現主義藝術家（1988年逝世）
- 1960年：周華健，台灣創作歌手、製作人
- 1960年：大衛·帕斯奎西，美國男演員、喜劇演員
- 1961年：矢吹俊郎，日本動畫作曲家、音樂製作人
- 1962年：雷夫·范恩斯，英國男演員
- 1963年：林珊珊，香港主持人
- 1963年：朱塞佩·貝爾戈米，義大利前足球員
- 1963年：卡琳·凱勒-祖特爾，瑞士政治人物，現任瑞士聯邦委員會委員
- 1964年：董至成，台灣藝人
- 1964年：李在明，韓國政治人物、律師，曾任京畿道知事
- 1965年：佐藤文也，日本女性漫畫家
- 1965年：大衛·S·高耶，美國編劇、導演
- 1965年：文熙景，韓國女演員
- 1965年：維多利亞·阿隆索，阿根廷製片人
- 1966年：莊棣華，香港魚類學家、博物學家
- 1966年：淺美裕子，日本漫畫家
- 1966年：國生小百合，日本女歌手
- 1967年：理查德·詹姆斯·愛德華兹，威爾斯音樂創作人，樂隊狂街傳教士成員（1995年失蹤）
- 1967年：中村豐，日本動畫師、動畫演出家
- 1967年：江珊，中國女演員
- 1968年：路易斯·埃尔南德斯，墨西哥前足球員
- 1969年：孟庭葦，台灣女歌手
- 1970年：泰德·克魯茲，美國政治人物，現任德州聯邦參議員
- 1971年：李惠英，韓國女演員
- 1972年：凡妮莎·帕拉迪丝，法國歌手、演員
- 1975年：大西卓哉，日本太空人
- 1975年：謝爾盖·阿什萬登，瑞士柔道運動員
- 1976年：靳東，中國男演員
- 1977年：吉傑，中國男歌手、主持人
- 1978年：安信源，韓國饒舌男歌手、演員
- 1978年：埃曼努埃爾·奥利萨德貝，奈及利亞裔波蘭職業足球運動員
- 1979年：紫凝，中國中央電視台主持人
- 1980年：李恩宙，韓國女演員（2005年逝世）
- 1980年：山中真尋，日本男性聲優
- 1982年：尚雯婕，中國女歌手
- 1983年：鹿野優以，日本女性聲優
- 1983年：珍妮弗·霍金斯，2004年澳洲環球小姐、世界環球小姐冠軍
- 1984年：低頻獵人，瑞典男歌手、DJ
- 1986年：溫家偉，香港男藝人
- 1986年：卡拉·西蒙，加泰隆尼亞電影導演
- 1988年：亞歷珊安德拉·艾弗特，美國模特兒
- 1989年：陳穎欣，香港女子偶像團體Super Girls成員
- 1989年：喬丁·斯帕克斯，美國歌手
- 1990年：安濟知佳，日本女性聲優
- 1990年：让-巴普提斯特·莫尼耶，法國兒童合唱團歌手
- 1992年：忽那汐里，日本女演員
- 1992年：文星伊，韓國女子偶像團體MAMAMOO成員
- 1992年：曹惠晶，韓國女演員
- 1993年：李萌萌，中國女演員
- 1993年：梅根·崔娜，美國女歌手、詞曲作家
- 1994年：楊廷東，中國男演員
- 1994年：吳柳芳，中國女子體操運動員
- 1996年：于適，中國男演員
- 1997年：嶺內智美，日本女性聲優
- 1997年：，英國職業足球運動員
- 1998年：黄霄雲，中國女歌手
- 1998年：鈴木崚汰，日本男性聲優
- 1999年：楠木燈，日本女性聲優、歌手
- 2000年：孫英宰，韓國男子偶像團體THE BOYZ成員
- 2002年：，象牙海岸職業足球運動員
- 生年不詳：望月淳，日本漫畫家

## 逝世
- 1419年：對立教宗若望二十三世，羅馬主教（約1370年出生）
- 1822年：查爾斯·摩爾，愛爾蘭貴族，英國陸軍元帥，第一代德羅赫達侯爵（1730年出生）
- 1828年：威廉·海德·渥拉斯頓，英國化學家、物理學家（1766年出生）
- 1835年：弗蘭茨·馮·保拉·施蘭克，德國牧師、植物學家、昆蟲學家（1747年出生）
- 1867年：泰奧多爾·盧梭，法國風景畫家（1812年出生）
- 1880年：喬治·艾略特，英國小說家（1819年出生）
- 1898年：威廉·達姆斯，德國古生物學家（1843年出生）
- 1899年：休·格羅夫納，英國貴族，第一代西敏公爵（1825年出生）
- 1901年：塔瑪蘭·索雷爾，瑞典蛛形動物學家（1830年出生）
- 1936年：尼古拉·奥斯特洛夫斯基，苏联作家（1904年出生）
- 1943年：碧雅翠絲·波特，英國作家、插畫家（1866年出生）
- 1966年：露西·伯恩，美國女性參政和女權提倡者（1879年出生）
- 1970年：素木得一，日本昆蟲學家（1882年出生）
- 1971年：C·C·利特爾，美國遺傳學家（1888年出生）
- 1974年：蔣法賢，香港醫生、教育家、慈善家（1903年出生）
- 1984年：維奧拉·格特魯德·威爾斯（英语：Viola Gertrude Wells），美國爵士樂、藍調和福音歌手（1902年出生）
- 1985年：D·波恩（英语：D. Boon），美國搖滾樂歌手（1958年出生）
- 1987年：謝俠遜，中國象棋、西洋棋棋手（1888年出生）
- 1996年：蔣孝勇，中華民國前總統蔣經國之子（1948年出生）
- 1999年：陳景崧，臺灣醫師（1903年出生）
- 2014年：喬·科克爾，英國搖滾樂及爵士樂歌手[1]（1944年出生）
- 2017年：利昂·卡敏，美國心理學家（1927年出生）
- 2018年：讓·布爾甘，比利時數學家（1954年出生）
- 2020年：愛德蒙·克拉克，美國計算機科學家（1945年出生）
- 2022年：龍馭球，中國工程師（1926年出生）
- 2022年：顾真安，中國工程師（1936年出生）
- 2022年：汪同三，中國經濟學家（1948年出生）
- 2022年：安東·特卡奇，斯洛伐克男子自行車運動員（1951年出生）
- 2023年：多默·威廉姆斯，紐西蘭司鐸級樞機（1930年出生）

## 节假日和习俗
- 在大多数年份，这一天是冬至。
- 印度尼西亞：母親節
- 越南：軍人節
- 印度：國家數學日（英语：National Mathematics Day (India)）
- 俄羅斯：工程師節
- 、 古巴：教師節